# Watlington, Oxfordshire
Watlington är en stad och civil parish i South Oxfordshire i Oxfordshire i England. Orten har 2 727 invånare (2011) och ligger 60 km väster om huvudstaden London.
Byn nämndes i Domedagsboken (Domesday Book) år 1086, och kallades då Watelintone/Watelintune.